# Kici kici maj
Kici kici maj – trzeci singel z drugiej solowej płyty Justyny Steczkowskiej, wydany w 1998 roku.

## O piosence
Utwór otwiera płytę Naga. Brzmieniowo jest inspirowany muzyką pop i house. Słowa są autorstwa Grzegorza Ciechowskiego, natomiast muzykę napisała Justyna Steczkowska. Do piosenki nie powstał teledysk.

## Notowania
| Lista                              | Pozycja |
| ---------------------------------- | ------- |
| Lista Przebojów Programu Trzeciego | 35      |